# Colin Braun
Colin Braun, né le 22 septembre 1988 à Ovalo (en) (Texas), est un pilote automobile américain. Il est champion 2014 et 2015 de la catégorie Challenge Prototype du WeatherTech United SportsCar Championship et pilote actuellement l'Oreca 07 n°54 pour l'écurie CORE Autosport dans ce même championnat. Il a auparavant participé à la série NASCAR Camping World Truck Series et à la Xfinity Series. Il habite à Harrisburg, en Caroline du Nord.

## Carrière
Colin Braun a commencé sa carrière à 6 ans en participant à des courses de Quarter Midget (en). A 8 ans, il se lance dans les courses à l'international et participe à des compétitions de karting dans des pays tels que Monaco, l'Espagne, la France et le Japon. À 14 ans, il est passé à la monoplace et a remporté les championnats de Formula Renault TR 1600 et de Formule TR 2000 Pro Series (en).

## Palmarès

### 24 Heures de Daytona
| Année | Ecurie               | Copilotes                                                                 | Voiture                     | Classe | Tours | Pos. | Classe Pos. |
| ----- | -------------------- | ------------------------------------------------------------------------- | --------------------------- | ------ | ----- | ---- | ----------- |
| 2005  | The Racer's Group    | Ross Bentley (en) Adrian Carrio (en) Brad Coleman (en) Kevin Buckler (en) | Porsche 996 GT3 Cup         | GT     | 650   | 17e  | 7e          |
| 2006  | Krohn Racing         | Tracy Krohn Niclas Jönsson Jörg Bergmeister                               | Riley Mk. XI-Pontiac        | DP     | 717   | 5e   | 5e          |
| 2007  | Krohn Racing         | Max Papis JJ Lehto                                                        | Riley Mk. XI-Pontiac        | DP     | 615   | 17e  | 11e         |
| 2008  | AIM Autosport        | Brian Frisselle Mark Wilkins (en) Andrew Ranger                           | Riley Mk. XI-Ford           | DP     | 448   | Abd. | Abd.        |
| 2009  | Michael Shank Racing | Mark Patterson Oswaldo Negri Jr. Ryan Hunter-Reay                         | Riley Mk. XX-Ford           | DP     | 262   | Abd. | Abd.        |
| 2010  | Krohn Racing         | Tracy Krohn Niclas Jönsson Ricardo Zonta                                  | Proto-Auto Lola B08/70-Ford | DP     | 735   | 4e   | 4e          |
| 2011  | Starworks Motorsport | Mike Forest Ryan Dalziel Jim Lowe Tomáš Enge                              | Riley Mk. XX-Ford           | DP     | 552   | Abd. | Abd.        |
| 2012  | Krohn Racing         | Tracy Krohn Niclas Jönsson Ricardo Zonta                                  | Proto-Auto Lola B08/70-Ford | DP     | 713   | 19e  | 11e         |
| 2013  | Doran Racing         | Jon Bennett Jim Lowe Paul Tracy                                           | Dallara (Riley) Mk. XX-Ford | DP     | 286   | Abd. | Abd.        |
| 2014  | CORE Autosport       | Jon Bennett James Gue Mark Wilkins (en)                                   | Oreca FLM09-Chevrolet       | PC     | 678   | 9e   | 1re         |
| 2015  | CORE Autosport       | Jon Bennett James Gue Mark Wilkins (en)                                   | Oreca FLM09-Chevrolet       | PC     | 704   | 10e  | 2e          |
| 2016  | CORE Autosport       | Jon Bennett Martin Plowman Mark Wilkins (en)                              | Oreca FLM09-Chevrolet       | PC     | 160   | Abd. | Abd.        |
| 2017  | CORE Autosport       | Jon Bennett Patrick Long Niclas Jönsson                                   | Porsche 911 GT3 R           | GTD    | 340   | Abd. | Abd.        |
| 2018  | CORE Autosport       | Jon Bennett Romain Dumas Loïc Duval                                       | Oreca 07-Gibson             | P      | 808   | 3e   | 3e          |

### 24 Heures du Mans
| Année | Ecurie                         | Copilotes                  | Voiture          | Classe | Tours | Position | Classe Pos. |
| ----- | ------------------------------ | -------------------------- | ---------------- | ------ | ----- | -------- | ----------- |
| 2007  | Risi Competizione Krohn Racing | Tracy Krohn Niclas Jönsson | Ferrari F430 GT2 | GT2    | 314   | 19e      | 2e          |

### Championnat WeatherTech SportsCar
(Les courses en gras 'indiquent une pole position. Les courses en italique indiquent le tour de course le plus rapide en classe.)
| Année | Ecurie         | Châssis           | Moteur                | Classe | 1                 | 2                 | 3                 | 4                 | 5                 | 6                 | 7                 | 8                 | 9                | 10               | 11               | 12               | Position | Points |
| ----- | -------------- | ----------------- | --------------------- | ------ | ----------------- | ----------------- | ----------------- | ----------------- | ----------------- | ----------------- | ----------------- | ----------------- | ---------------- | ---------------- | ---------------- | ---------------- | -------- | ------ |
| 2014  | CORE autosport | ORECA FLM09       | Chevrolet LS3         | PC     | DAY gén:9 cls:1   | SIR gén:10 cls:1  | MRLS gén:7 cls:7  | KAN gén:1 cls:1   | WGI gén:6 cls:1   | IMS gén:11 cls:3  | RA gén:39 cls:8   | VIR gén:3 cls:3   | COTA gén:9 cls:2 | ATL gén:6 cls:2  |                  |                  | 1re      | 321    |
| 2015  | CORE autosport | ORECA FLM09       | Chevrolet LS3         | PC     | DAY gén:10 cls:2  | SIR gén:7 cls:2   | MRLS gén:8 cls:2  | DET gén:19 cls:4  | WGI gén:7 cls:4   | CTMP gén:8 cls:1  | LRP gén:4 cls:4   | RA gén:9 cls:3    | COTA gén:6 cls:1 | ATL gén:29 cls:4 |                  |                  | 1re      | 318    |
| 2016  | CORE autosport | ORECA FLM09       | Chevrolet LS3         | PC     | DAY gén:52 cls:8† | SEB gén:9 cls:1   | LBH gén:25 cls:7  | LGA gén:3 cls:3   | BEL gén:4 cls:2   | WGL gén:35 cls:6  | MOS gén:6 cls:1   | LIM gén:30 cls:8  | ELK gén:8 cls:2  | AUS              | ATL              |                  | 7e       | 245    |
| 2017  | CORE autosport | Porsche 911 GT3 R | Porsche 4.0 L Flat-6  | GTD    | DAY gén:49 cls:22 | SEB gén:33 cls:16 | LBH gén:28 cls:14 | AUS gén:26 cls:14 | BEL gén:18 cls:8  | WGL gén:28 cls:13 | MOS gén:31 cls:14 | LIM gén:25 cls:17 | ELK gén:23 cls:7 | VIR gén:16 cls:8 | LGA gén:21 cls:4 | ATL gén:21 cls:5 | 18e      | 231    |
| 2018  | CORE autosport | Oreca 07          | Gibson GK428 4,2 l V8 | LMP2   | DAY gén:3 cls:3   | SEB gén:4 cls:4   | LBH gén:10 cls:10 | MOH gén:13 cls:13 | BEL gén:12 cls:12 | WGL gén:2 cls:2   | MOS gén:1 cls:1   | ELK gén:1 cls:1   | LGA gén:2 cls:2  | ATL gén:7 cls:7  |                  |                  | 2e       | 274    |